# Char-Syndrom
Das Char-Syndrom ist ein sehr seltenes angeborenes Fehlbildungssyndrom mit den Hauptmerkmalen Herzfehler (Persistierender Ductus arteriosus), Gesichtsauffälligkeiten und Fehlbildung am Kleinen Finger.
Synonym: Persistierender Ductus arteriosus mit Gesichtsdysmorphie und abnormalem fünften Finger
Die Namensbezeichnung bezieht sich auf den Autor der Erstbeschreibung aus dem Jahre 1978 durch Florence Char.

## Verbreitung
Die Häufigkeit wird mit unter 1 zu 1.000.000 angegeben, bislang wurde über etwa 100 Betroffene berichtet. Die Vererbung erfolgt autosomal-dominant.

## Ursache
Der Erkrankung liegen in etwa 50 % Mutationen im TFAP2B-Gen auf Chromosom 6 Genort p12.3 zugrunde, welches für den Transcriptions Factor AP2-Beta kodiert.
Mutationen in diesem Gen finden sich auch beim Familiären Ductus arteriosus.

## Klinische Erscheinungen
Klinische Kriterien sind:
- Krankheitsbeginn bereits im Neugeborenenalter
- Persistierender Ductus arteriosus
- Gesichtsdysmorphie mit großem Augenabstand, schräg abwärts verlaufende Lidspalten, Ptosis, flaches Mittelgesicht, flacher Nasenrücken mit nach oben weisender Nasenspitze, kurzes Philtrum, dreieckiger Mund, verdickte vorgestülpte Lippen
- Handanomalien mit fehlendem oder zu kurzem Mittelglied des Kleinfingers, leichte Klinodaktylie

Hinzu können Herzfehler, weitere Handfehlbildungen wie Polydaktylie, Symphalangismus, Fußanomalien, Schielen, leichte Entwicklungsverzögerung, Persistierende Milchzähne,Kleinwuchs und Somnambulismus kommen.

## Diagnose
Die Erkrankung kann bereits vorgeburtlich mittels Feinultraschall an Veränderungen der Hände oder Füße vermutet werden.
Die Diagnose ergibt sich aus der Kombination der klinischen Befunde und kann durch den Nachweis der Mutation gesichert werden.

## Differentialdiagnostik
Abzugrenzen ist die Atriodigitale Dysplasie wie Holt-Oram-Syndrom, Tabatznik-Syndrom und Herz-Hand-Syndrom Typ 3.

## Therapie
In erster Linie wird der Herzfehler behandelt. Im späteren Verlauf kann die Handveränderung korrigiert werden.